# Sourds et Malentendus
Sourds et Malentendus est un docu-fiction français de Sandrine Herman et Igor Ochronowicz, réalisé par Igor Ochronowicz et diffusé en 2009.

## Synopsis
Être sourd, ce n'est pas simplement ne pas entendre… Mais savons-nous vraiment qui sont les sourds ? Nos représentations sont diverses, mais pour les sourds les barrières de communication avec le monde entendant créent de grandes frustrations et parmi elles, un besoin énorme de dire : « Qui nous sommes ? ».
C'est la raison pour laquelle Sandrine, sourde de naissance, a choisi de raconter son histoire avec la volonté de nous faire partager sa vision du monde avec un regard de l'intérieur.
En suivant son parcours de la naissance à l'âge adulte et au fil des témoignages, nous découvrons un univers où rien n'est facile pour Sandrine : le regard des autres, la scolarité, les apprentissages, la rééducation, la socialisation. Tout conduit à vouloir réparer cette petite fille, à faire en sorte qu'elle se rapproche de la norme : entendre et parler. Et s'il y avait une autre voie possible ?
Ce film propose une rencontre avec un monde où la langue des signes est bien vivante, où la langue est porteuse d'identité, d'histoire et de culture. « Mais il n'y pas deux mondes », comme nous le dit Sandrine, « les sourds et les entendants peuvent vivre ensemble et s'accepter avec leurs différences. ».

## Développement
Sandrine Herman, ancienne animatrice et désormais codirectrice de collection de la série documentaire L'Œil et la Main, a décidé avec Igor Ochronowicz, également codirecteur de collection de l'émission, de raconter son histoire et d'en faire un film documentaire « pour que les sourds soient reconnus, qu’ils participent à la société ».

## Diffusion
Le documentaire a été diffusé pour la première fois le 3 mars 2009 sur France 5 dans le cadre d'une soirée spéciale présentée par Carole Gaessler. Il a été suivi d'un débat auquel participaient Sandrine Herman, Jérémie Boroy, président sourd de l'Union nationale pour l'insertion sociale du déficient auditif et le docteur Jean Dagron. Y ont été abordés les thèmes de l'identité, l'éducation, l'oralité, la langue des signes, l'emploi, la discrimination, l'intégration…

## Distinctions
Le film a obtenu le Laurier de bronze du meilleur documentaire télévisé lors du 22e Festival international des médias audiovisuels corporate du Creusot en juin 2009 et le prix du meilleur document  au 36e Festival international du film indépendant de Bruxelles en novembre 2009.
Il a été sélectionné au prix Europa 2009.
Le film a été honoré lors de la soirée Les Étoiles de la SCAM, le 10 octobre 2010 au Forum des images à Paris, dévoilant les meilleurs documentaires et reportages de 2009,.
Il a également reçu le prix du meilleur long métrage documentaire au festival Deaf in the Picture d'Amsterdam et le prix du meilleur documentaire au TIDFAF de Toronto en 2011.

## Citations
« Est-ce que vous êtes mal-homme ou… mal-femme ? Imaginez que vous passiez une vie à être défini par une idée que la majorité a de vous dans le mal-quelque chose… » (à propos du mot « malentendant »).
« On dénie la surdité, on fait comme si l'enfant n'était pas sourd, comme s'il allait un jour ne plus l'être. »
« Nous sommes très en retard par rapport aux pays scandinaves ou aux États-Unis, où l'on prend en charge les parents comme les enfants. On les aide à entrer en relation, en amour avec leur bébé. Ici, nous nous battons pour obtenir plus de sous-titrage à la télé, plus d'infos en langue des signes. Et pour une meilleure représentativité dans les médias, au cinéma ou au théâtre. Au Portugal, l'usage de la langue des signes est même inscrit dans la Constitution ! » Sandrine Herman.)